# Василь Кондратюк (музикант)
Василь Кондратюк (14 січня 1971 — 19 травня 2015) — український композитор, музикант, лідер прославлення, християнський діяч та виконавець, лідер музичного гурту Руслани Лижичко.

## Життєпис
Народився 14 січня 1971 року в м. Бережани, Тернопільської області.
Закінчив Тернопільську музичну академію, а пізніше Львівську національну музичну академію імені Миколи Лисенка.
Був лідером музичного колективу Руслани Лижичко починаючи з 1997 року.
Автор багатьох відомих християнських пісень, таких як «Чудо із Чудес», «Ісус, Ти Моя Любов», «Алілуйя (Давайте в небо взір свій піднесем)», «Журба» та багатьох інших.

## Дискографія
Альбоми:
1. Ісус, Ти Моя Любов (2003 р.)
2. Благослови (2003 р.)
3. Всемогущий Бог (2012 р.)
4. Поруч з Тобою / Рядом с Тобою (2012 р.)

## Особисте життя
Дружина Надія Кондратюк, діти Анна та Павло.